# IBIS
IBIS es la base de datos del patrimonio bibliográfico de Patrimonio Nacional de España. Creado en 1995, recoge los fondos bibliográficos de la Real Biblioteca y de los Patronatos Reales del monasterio de Las Huelgas (Burgos), del monasterio de la Encarnación (Madrid), del monasterio de las Descalzas Reales (Madrid) y del monasterio de Tordesillas.
Incluye, asimismo, el catálogo de la Colección de Cartografía de la Real Biblioteca, que consiste en unos 7000 piezas, de las cuales 1600 corresponden a cartografía manuscrita.